# Api Claudi Censorí
Api Claudi Censorí (en llatí: Appius Claudius Censorinus), o bé simplement Censorí, va ser un dels trenta tirans segons diu Trebel·li Pol·lió que van voler ocupar el tron de Roma. Visqué en temps de l'emperador Claudi II el Gòtic, i no en el de Gal·liè, quan van actuar la majoria dels trenta tirans.
Pol·lió diu que va dedicar la seva joventut a l'exèrcit, que va ser cònsol romà dues vegades (però no apareix als Fasti), dues vegades prefecte del pretori, tres vegades prefecte de la ciutat i quatre vegades procònsol, i va ocupar diversos càrrecs inferiors. Ja vell i inhabilitat per una ferida honorable rebuda durant la guerra amb els perses, sota Valerià, es va retirar per passar el que li restés de vida a la seva finca a Itàlia, quan va ser proclamat sobtadament emperador per uns soldats amotinats. Va acceptar el nomenament i es creu que va poder adoptar el nom d'Api Claudi per alguna moneda existent, però és dubtós que governés prou temps per emetre monedes. Va rebre la túnica imperial a Bolonya, l'any 270.
Va mostrar des de l'inici una gran determinació per imposar una estricta disciplina, però immediatament va ser assassinat pels mateixos soldats que l'havien elevat al tron. L'haurien enterrat segurament a Bolonya.
Podria ser el mateix personatge que un Victorí a qui Pol·lió anomena Victorí el Jove i que va ser antiemperador també sota Claudi II el Gòtic.